# Pocé-sur-Cisse
Pocé-sur-Cisse é uma comuna francesa na região administrativa do Centro, no departamento de Indre-et-Loire. Estende-se por uma área de 10,61 km². Em 2010 a comuna tinha 1 729 habitantes (densidade: 163 hab./km²).

## Demografia
| 1793 | 1800 | 1806 | 1821 | 1831 | 1836 | 1841 | 1846  | 1851  |
| ---- | ---- | ---- | ---- | ---- | ---- | ---- | ----- | ----- |
| 515  | 500  | 575  | 652  | 752  | 835  | 813  | 1 048 | 1 122 |

| 1856  | 1861  | 1866  | 1872  | 1876  | 1881  | 1886  | 1891 | 1896  |
| ----- | ----- | ----- | ----- | ----- | ----- | ----- | ---- | ----- |
| 1 199 | 1 366 | 1 403 | 1 238 | 1 264 | 1 073 | 1 075 | 988  | 1 001 |

| 1901 | 1906 | 1911 | 1921 | 1926 | 1931 | 1936 | 1946 | 1954 |
| ---- | ---- | ---- | ---- | ---- | ---- | ---- | ---- | ---- |
| 889  | 889  | 879  | 858  | 841  | 790  | 856  | 806  | 897  |

| 1962 | 1968  | 1975  | 1982  | 1990  | 1999  | - | - | - |
| --- | ----- | ----- | ----- | ----- | ----- | - | - | - |
| 918 | 1 070 | 1 153 | 1 222 | 1 493 | 1 582 | - | - | - |
| Para os censos de 1962 a 2006 a população legal corresponde à popolução sem duplicidades, segundo define o INSEE. |       |       |       |       |       |   |   |   |

## Monumentos e outros sítios
- Igreja. É dedicada a saint Adrien. Muitos traços da fachada ainda estão presentes, como evidenciado pela estatuaría (elenco crucifixo em uma única peça e Cristo Crucificado, a estátua de St. Eloi, no altar). Na pequena capela Marian é uma estátua da Virgem com o Menino a partir do século XV.  A igreja foi restaurada e reconstruída nos séculos XV e XX.